# Tuffalun
Tuffalun é uma comuna em Maine-et-Loire, o departamento do oeste da França. O município foi criado em 1 de janeiro de 2016 e compõe-se das ex-comunas de Ambillou-Château, Louerre e Noyant- la-Plaine.

## População
A população de cada município em 2016, foram:
Ambillou-Château - 951 (2011)
Louerre - 382 (2006)
Noyant-La-Plaine - 268 (2006)

## Nome
Ninguém sabe de onde esse nome vem. Thurthermore, os moradores da comuna não tem ideia de onde veio.